# Том Брейди
 Тази статия е за американския спортист.  За филмовия режисьор вижте Том Брейди (режисьор).  
Томас Едуард Патрик Брейди (на английски: Thomas Edward Patrick Brady) е американски състезател по американски футбол.
Роден е на 3 август 1977 година в Сан Матео, Калифорния, в католическо семейство с ирландски произход. През 1995 – 1999 година учи и играе футбол за Мичиганския университет. От 2001 до 2019 година е в професионалния отбор „Ню Инглънд Пейтриътс“ и има ключова роля за най-големите му успехи – в този период отборът 6 пъти печели „Супербоул“. След това играе три сезона в „Тампа Бей Бъканиърс“, с който също печели веднъж „Супербоул“, преди да се оттегли от професионалния спорт. По това време той е определян като най-великия куотърбек в историята на американския футбол.